# NGC 1063
NGC 1063 (również PGC 10232) – galaktyka spiralna z poprzeczką (SBbc), znajdująca się w gwiazdozbiorze Wieloryba. Odkrył ją Édouard Jean-Marie Stephan 16 listopada 1881 roku.